# Gur (Amur)
Der Gur (russisch Гур) ist ein rechter Nebenfluss des Amur in der Region Chabarowsk im Fernen Osten Russlands.
Der Fluss entspringt im Sichote-Alin-Gebirge. Er fließt anfangs in nördlicher Richtung, wendet sich dann jedoch nach Westen und mündet schließlich etwa 50 km südlich der Stadt Komsomolsk am Amur in den Amur. Der Gur hat eine Länge von 349 km. Sein Einzugsgebiet umfasst 11.800 km². Wichtige Nebenflüsse des Gur sind Dschaur, Chosso und Tschermal von links sowie Werchnjaja Udomi, Uktur und Nischnjaja Udomi von rechts.